# Athyrma olivacea
Athyrma olivacea är en fjärilsart som beskrevs av Louis Beethoven Prout 1922. Athyrma olivacea ingår i släktet Athyrma och familjen nattflyn. Inga underarter finns listade i Catalogue of Life.